# Филмографија Вудија Харелсона
Вуди Харелсон је амерички глумац који је свој филмски деби имао као статист без заслуга у филму Harper Valley PTA (1978). Пробојну улогу остварио је као бармен Вуди Бојд у NBC ситкому Cheers (1985–1993), за коју је добио Еми награду за најбољег споредног глумца у хумористичкој серији од укупно пет номинација. Касније је поновио овај лик у другим телевизијским емисијама, као што су Фрејжер и Симпсонови. Године 1992, Харелсон је глумио уз Веслија Снајпса у филму Белци не умеју да скачу. Потом се појавио у остварењу Рођене убице (1994) Оливера Стоуна заједно са Томијем Ли Џоунсом и Робертом Даунијем Млађим. За своју улогу активисте за слободу говора Ларија Флинта у Народ против Ларија Флинта (1996) номинован је за Златни глобус за најбољег глумца и Оскара за најбољег глумца. Потом се појавио у ратном филму Танка црвена линија (1998).
Од 1999. до 2000. године, Харелсон је играо у бродвејском комаду The Rainmaker. Затим је имао мању улогу у комедији Без љутње, молим (2003). Од 2005. до 2006. године, Харелсон је играо оца Шанона у лондонској продукцији драме Тенесија Вилијамса Ноћ игуане. Његова следећа филмска улога била је као ловац на главе Карсон Велс у филму браће Коен Нема земље за старце (2007), који је освојио Оскара за најбољи филм. Те године такође је глумио доктора Роберта О. Вилсона у документарцу Нанкинг. Године 2008, Харелсон је глумио уз Вила Ферела у Полупрофесионалац и Вила Смита у Седам живота. Његов рад у Гласник (2009) донео му је награду Спирит за најбољег споредног глумца. Потом је глумио у Зомбиленд (2009), касније се вративши франшизи у Повратак у Зомбиленд (2019).
Харелсон је глумио као Хејмич Абернати у Игре глади (2012). Поново је тумачио ту улогу у још три филма: Игре глади: Лов на ватру (2013), Игре глади: Сјај слободе - Први део (2014) и Игре глади: Сјај слободе - Други део (2015). Потом је играо главну улогу у биографском филму LBJ (2016). За своју улогу у Три плаката изван града (2017), Харелсон је био номинован за Оскара за најбољег споредног глумца и БАФТА награду за најбољег глумца у споредној улози, али је обе награде изгубио од колеге Сема Роквела. Те године је такође играо милитаристичког „Пуковника“ у Три плаката изван града. Наредне године се појавио у филму Соло: прича Ратова звезда (2018) у режији Рона Хауарда. Потом је тумачио адмирала Честера Нимица у филму Битка за Мидвеј (2019) у режији Роланда Емериха, након што је имао мању улогу у Емериховом филму 2012 (2009). Током примарних избора Демократске странке 2020. године, тумачио је кандидата Џоа Бајдена у више епизода емисије Уживо суботом увече. Године 2021, Харелсон је играо серијског убицу Клитуса Касадија и дао глас симбионту Карниџу у филму Веном 2 из Сонијевог универзума Спајдермена, након што је први пут тумачио овај лик у сцени после одјавне шпице у филму Веном (2018).

## Филм
| Филмови који још нису објављени | Означава филмове који још нису објављени |

| Година | Наслов                                  | Улога                           | Напомена                               | Реф.   |
| ------ | --------------------------------------- | ------------------------------- | -------------------------------------- | ------ |
| 1978.  | Harper Valley PTA                       |                                 | непотписана улога                      | [ 9 ]  |
| 1986.  | Wildcats                                | Крушински                       |                                        | [ 10 ] |
| 1990.  | Cool Blue                               | Дастин                          |                                        | [ 11 ] |
| 1991.  | L.A. Story                              | менаџер станице                 | непотписана улога                      | [ 12 ] |
| 1991.  | Doc Hollywood                           | Хенк Гордон                     |                                        | [ 13 ] |
| 1991.  | Ted & Venus                             | бескућник, ветеран из Вијетнама |                                        | [ 14 ] |
| 1992.  | Белци не умеју да скачу                 | Били Хојл                       |                                        | [ 15 ] |
| 1993.  | Непристојна понуда                      | Дејвид Марфи                    |                                        | [ 16 ] |
| 1994.  | Рођени да убијају                       | Мики Нокс                       |                                        | [ 17 ] |
| 1994.  | Каубојски начин                         | Пепер Луис                      |                                        | [ 18 ] |
| 1994.  | I'll Do Anything                        | Херој из „Граунд Зиро“          |                                        | [ 12 ] |
| 1995.  | Воз пун лове                            | Чарли Робинсон                  |                                        | [ 19 ] |
| 1996.  | Народ против Ларија Флинта              | Лари Флинт                      |                                        | [ 10 ] |
| 1996.  | Краљ куглања                            | Рој Мансон                      |                                        | [ 10 ] |
| 1996.  | Ловац на Сунце                          | др Мајкл Рејнолдс               |                                        | [ 20 ] |
| 1997.  | Ратом против истине                     | наредник Вилијам Шуман          |                                        | [ 10 ] |
| 1997.  | Добро дошли у Сарајево                  | Џордан Флин                     |                                        | [ 10 ] |
| 1998.  | Танка црвена линија                     | наредник Вилијам Кек            |                                        | [ 21 ] |
| 1998.  | Palmetto                                | Хари Барбер                     |                                        | [ 22 ] |
| 1998.  | Обећана земља                           | Биг Бој Матсон                  |                                        | [ 23 ] |
| 1999.  | Удри до коске                           | Винс Будро                      |                                        | [ 24 ] |
| 1999.  | EDtv                                    | Реј Пекурни                     |                                        | [ 25 ] |
| 1999.  | Остин Пауерс: Шпијун који ме је креснуо | себе                            |                                        | [ 26 ] |
| 1999.  | Grass                                   | наратор                         | гласовна улога                         | [ 27 ] |
| 2000.  | Welcome To Hollywood                    | себе                            | камео                                  |        |
| 2003.  | Без љутње, молим                        | Галаксија / Гери                |                                        | [ 28 ] |
| 2003.  | Go Further                              | себе                            |                                        | [ 29 ] |
| 2003.  | Дуги прсти                              | Џејсон „Вудс“ Вали              |                                        | [ 30 ] |
| 2004.  | После сумрака                           | Стенли „Стен“ П. Лојд           |                                        | [ 31 ] |
| 2004.  | Она ме мрзи                             | Леналд Пауер                    |                                        | [ 32 ] |
| 2005.  | Северна земља                           | Бил Вајт                        |                                        | [ 33 ] |
| 2005.  | Победница                               | Лео „Кели“ Рајан                |                                        | [ 34 ] |
| 2005.  | Велика бела превара                     | Рејмонд „Реј“ Барнел            |                                        | [ 35 ] |
| 2006.  | Free Jimmy                              | Рој Арни                        | гласовна улога                         | [ 36 ] |
| 2006.  | Мрачни скенер                           | Ерни Лакман                     |                                        | [ 37 ] |
| 2006.  | Кућни пријатељ из прерије               | Дасти                           |                                        | [ 38 ] |
| 2007.  | Опасна пратња                           | Картер Пејџ Трећи               |                                        | [ 39 ] |
| 2007.  | Нема земље за старце                    | Карсон Велс                     |                                        | [ 40 ] |
| 2007.  | Битка у Сијетлу                         | Дејл                            |                                        | [ 41 ] |
| 2007.  | Тексашки покер                          | једнооки Џек Фаро               | познат и под именом Блефери            | [ 42 ] |
| 2007.  | Нанкинг                                 | Роберт О. „Боб“ Вилсон          |                                        | [ 43 ] |
| 2008.  | Полупрофесионалац                       | Ед Моникс                       |                                        | [ 44 ] |
| 2008.  | Месечарење (филм из 2008)               | Рендл                           |                                        | [ 45 ] |
| 2008.  | Сибирска пруга                          | Рој                             |                                        | [ 46 ] |
| 2008.  | Сурфер ортак                            | Џек Мејведер                    |                                        | [ 47 ] |
| 2008.  | И то се зове љубав                      | Џанго                           | познат и под именом Савршена жена      | [ 10 ] |
| 2008.  | Седам живота                            | Езра Тарнер                     |                                        | [ 48 ] |
| 2009.  | Гласник                                 | капетан Ентони „Тони“ Стоун     |                                        | [ 49 ] |
| 2009.  | Defendor                                | Артур Попингтон / Дифендор      |                                        | [ 49 ] |
| 2009.  | Зомбиленд                               | Талахаси                        |                                        | [ 49 ] |
| 2009.  | 2012                                    | Чарли Фрост                     |                                        | [ 49 ] |
| 2010.  | Бунраку                                 | шанкер                          |                                        | [ 50 ] |
| 2010.  | Hempsters: Plant the Seed               | себе                            |                                        | [ 51 ] |
| 2011.  | Само другарски                          | Томи Болинџер                   |                                        | [ 52 ] |
| 2011.  | Ethos                                   | наратор                         | гласовна улога                         | [ 53 ] |
| 2011.  | Rampart                                 | Дејвид Даглас „Дејв“ Браун      |                                        | [ 54 ] |
| 2012.  | Игре глади                              | Хејмич Абернати                 |                                        | [ 55 ] |
| 2012.  | Седам психопата                         | Чарли Костело                   |                                        | [ 56 ] |
| 2013.  | How to Make Money Selling Drugs         | себе                            |                                        | [ 57 ] |
| 2013.  | Велика илузија                          | Мерит Мекини                    |                                        | [ 58 ] |
| 2013.  | Из зла у горе                           | Харлан Дегроат                  |                                        | [ 59 ] |
| 2013.  | Ћурке на слободи                        | Џејк                            | гласовна улога                         | [ 60 ] |
| 2013.  | Игре глади: Лов на ватру                | Хејмич Абернати                 |                                        | [ 61 ] |
| 2014.  | Игре глади: Сјај слободе - Први део     | Хејмич Абернати                 |                                        | [ 62 ] |
| 2015.  | Игре глади: Сјај слободе - Други део    | Хејмич Абернати                 |                                        | [ 63 ] |
| 2016.  | Троструко 9                             | Џефри Ален                      |                                        | [ 64 ] |
| 2016.  | Велика илузија 2                        | Чејс Мекини / Мерит Мекини      |                                        | [ 65 ] |
| 2016.  | The Duel                                | Абрахам Брант                   |                                        | [ 66 ] |
| 2016.  | LBJ                                     | Линдон Б. Џонсон                |                                        | [ 67 ] |
| 2016.  | Кад напуниш седамнаест                  | Макс Брунер                     |                                        | [ 68 ] |
| 2017.  | Изгубљен у Лондону                      | себе                            | такође режисер, продуцент и сценариста | [ 69 ] |
| 2017.  | Вилсон                                  | Вилсон                          |                                        | [ 70 ] |
| 2017.  | Планета мајмуна: Рат                    | пуковник Џ. Весли Макалох       |                                        | [ 71 ] |
| 2017.  | Дворац од стакла                        | Рекс Волс                       |                                        | [ 72 ] |
| 2017.  | Три плаката изван града                 | шериф Бил Вилоби                |                                        | [ 73 ] |
| 2017.  | Изненадни напад                         | Џонатан Лендеј                  |                                        | [ 74 ] |
| 2018.  | Соло: прича Ратова звезда               | Тобијас Бекет                   |                                        | [ 75 ] |
| 2018.  | Веном                                   | Клитус Касади / Ред             | Камео у средини одјавне шпице          | [ 76 ] |
| 2019.  | Чувари закона                           | Мени Голт                       | такође извршни продуцент               | [ 77 ] |
| 2019.  | Повратак у Зомбиленд                    | Талахаси                        |                                        | [ 78 ] |
| 2019.  | Битка за Мидвеј                         | адмирал Честер Нимиц            |                                        | [ 79 ] |
| 2020.  | Kiss the Ground                         | наратор                         |                                        | [ 80 ] |
| 2021.  | Kate                                    | Варик                           |                                        | [ 81 ] |
| 2021.  | Веном 2                                 | Клитус Касади / Карниџ          | гласовна улога                         | [ 82 ] |
| 2022.  | Троугао туге                            | капетан Томас Смит              |                                        | [ 83 ] |
| 2022.  | Човек из Торонта                        | Ренди                           |                                        | [ 84 ] |
| 2023.  | Champions                               | Маркус Маркович                 | такође извршни продуцент               | [ 85 ] |
| 2023.  | Common Ground                           | себе                            |                                        | [ 86 ] |
| 2024.  | Suncoast                                | Пол Ворен                       |                                        | [ 87 ] |
| 2024.  | Одведи ме на Месец                      | Мо Беркус                       |                                        | [ 88 ] |
| 2025.  | Last Breath                             | Данкан Олкок                    |                                        | [ 89 ] |
| 2025.  | The Electric State                      | господин Кикирики               | гласовна улога                         | [ 90 ] |
| 2025.  | Animal Farm                             | боксер                          | гласовна улога, постпродукција         | [ 91 ] |
| 2025.  | Ella McCay                              | TBA                             | постпродукција                         | [ 92 ] |
| 2025.  | Now You See Me: Now You Don't           | Мерит Мекини                    | постпродукција                         | [ 93 ] |

## Телевизија
| Серије које још увек нису објављене | Означава серије које још увек нису објављене |

| Година      | Наслов                             | Улога                  | Напомена                                     | Реф.    |
| ----------- | ---------------------------------- | ---------------------- | -------------------------------------------- | ------- |
| 1985–1993.  | Cheers                             | Вуди Боуд              | 196 епизоде                                  | [ 94 ]  |
| 1987.       | Bay Coven                          | Слејтер                | телевизијски филм                            | [ 95 ]  |
| 1988.       | Mickey's 60th Birthday             | Вуди Боуд              | телевизијски специјал                        | [ 96 ]  |
| 1989.       | Dear John                          | Ричард                 | епизода Love and Marriage                    | [ 97 ]  |
| 1989–2023.  | Уживо суботом увече                | себе (водитељ)         | 5 епизода                                    | [ 12 ]  |
| 1990.       | Mother Goose Rock 'n' Rhyme        | Лу овца                | телевизијски филм                            | [ 12 ]  |
| 1994.       | Симпсонови                         | Вуди Боуд              | глас; епизода Fear of Flying                 | [ 98 ]  |
| 1996.       | Spin City                          | Томи Дуган             | епизода Meet Tommy Dugan                     | [ 12 ]  |
| 1999.       | Фрејжер                            | Вуди Боуд              | епизода The Show Where Woody Shows Up        | [ 99 ]  |
| 2001–2002.  | Вил и Грејс                        | Натан                  | 7 епизода                                    | [ 100 ] |
| 2012.       | Game Change                        | Стив Шмит              | телевизијски филм                            | [ 101 ] |
| 2013.       | David Blaine: Real or Magic        | себе                   | телевизијски специјал                        | [ 102 ] |
| 2014.       | Прави детектив                     | Мартин „Марти“ Харт    | 8 епизоде; такође извршни продуцент          | [ 103 ] |
| 2019.       | Live in Front of a Studio Audience | Арчи Бункер            | 2 епизоде                                    | [ 104 ] |
| 2019.       | Saturday Night Live                | Џо Бајден              | 3 епизоде                                    | [ 8 ]   |
| 2020–у току | The Freak Brothers                 | Фривилин Франклин Фрик | глас; главна улога; такође извршни продуцент | [ 105 ] |
| 2021.       | Без одушевљавања, молим            | себе                   | епизода The Watermelon                       | [ 106 ] |
| 2023.       | White House Plumbers               | Хауард Хант            | 5 епизода; такође извршни продуцент          | [ 107 ] |
|             | Brothers                           | себе                   | главна улога; такође извршни продуцент       | [ 108 ] |

## Позориште
| Година     | Наслов              | Улога                                 | Позорница                       | Напомена                  | Реф.    |
| ---------- | ------------------- | ------------------------------------- | ------------------------------- | ------------------------- | ------- |
| 1985–1986. | Biloxi Blues        | Џозеф Вајковски, Рој Селриџ (резерве) | Позориште Нил Сајмон            |                           | [ 109 ] |
| 1987–1988. | Boy Next Door       | Џек                                   | Позориште Ламб                  |                           | [ 110 ] |
| 1999–2000. | The Rainmaker       | Бил Старбак                           | Позориште Брукс Аткнсон         |                           | [ 111 ] |
| 2002.      | On an Average Day   | Боб                                   | Позориште Харолд Пинтер, Лондон |                           | [ 112 ] |
| 2005–2006. | Night of the Iguana | Шенон                                 | Позориште Лирик, Лондон         |                           | [ 113 ] |
| 2012.      | Bullet for Adolf    | —                                     | Њу Ворлд Стејџис, Сцена IV      | (режисер и драмски писац) | [ 114 ] |
| 2023–2024. | Ulster American     | Џеј                                   | Риверсајд Студиос, Лондон       |                           | [ 115 ] |

## Музички спотови
| Година | Наслов           | Извођљч | Албум                      | Реф.    |
| ------ | ---------------- | ------- | -------------------------- | ------- |
| 2015.  | Song for Someone | U2      | Songs of Innocence (сингл) | [ 116 ] |

## Аудио
| Година | Наслов                       | Улога | Напомена  | Реф. |
| ------ | ---------------------------- | ----- | --------- | ---- |
| 2023.  | White House Plumbers Podcast | себе  | 3 епизоде |      |